# Християнівський Вадим Володимирович

Християнівський Вадим Володимирович

Християнівський Вадим Володимирович – організатор освіти і науки, доктор економічних наук, професор, перший проректор Донецького національного університету (1980-2008 рр.), дійсний член Академії технологічних наук України. У контексті сучасних євроінтеграційних процесів доклав великих зусиль у справу розвитку міжнародної наукової співпраці та Болонського процесу в Україні. 
Народився 17 січня 1942 року в учительській сім'ї у смт. Оленівка Волноваського району Донецької області. Закінчив Докучаєвський гірничий технікум (1961) та Донецький державний університет з нового фаху «Кібернетика» (1970). Автор понад 200 наукових статей, книг, посібників, зокрема «Економічна кібернетика». Відмінник освіти України (1999), нагороджений державними нагородами.